# Франк, Аксель
Аксель Петер Рудольф Франк (швед. Axel Peter Rudolf Frank; 17 декабря 1882, Мальмё — 4 декабря 1966, Мальмё) — шведский борец греко-римского стиля. Участник летних Олимпийских игр 1908 и 1912 годов.

## Биография
Аксель Франк родился 17 декабря 1882 года в шведском городе Мальмё.
Выступал в соревнованиях по греко-римской борьбе за Бостонский шведский гимнастический и атлетический союз и «Спарту» из Мальмё.
В 1908 году вошёл в состав сборной Швеции на летних Олимпийских играх в Лондоне. В весовой категории до 73 кг в 1/8 финала победил решением судей Георгия Дёмина из России, а в четвертьфинале на 3-й минуте проиграл Йоханнесу Йосефссону из Исландии.
В 1912 году вошёл в состав сборной Швеции на летних Олимпийских играх в Стокгольме. В весовой категории до 75 кг в первом раунде решением судей победил Александра Северова из России, во втором из-за дисквалификации соперника за пассивность получил победу над Эмилем Вестерлундом из Финляндии, в третьем за 3 минуты проиграл Йозефу Меркле из Германии.
Умер 4 декабря 1966 года в Мальмё.